# Burt Reynolds
Burton Leon Reynolds, Jr., mais conhecido por Burt Reynolds (Lansing, 11 de fevereiro de 1936 – Júpiter, 6 de setembro de 2018) foi um ator e  produtor norte-americano, considerado um símbolo sexual e ícone da cultura popular americana.
Alguns de seus papéis memoráveis incluem Lewis Medlock em Deliverance, Bobby "Gator" McCluskey em White Lightning, Paul "Wrecking" Crewe em The Longest Yard, o treinador Nate Scarborough na refilmagem de 2005 de The Longest Yard, Bo 'Bandit' Darville em Smokey and the Bandit, J.J. McClure em The Cannonball Run, a voz de Charlie B. Barkin em All Dogs Go to Heaven, e Jack Horner em Boogie Nights. Ele é uma das personalidades norte-americanas de televisão e cinema mais reconhecidas, com participação em mais de 90 filmes e 300 aparições na televisão.

## Infância e adolescência
Os pais de Reynolds eram Burton Lee Reynolds, de ascendência indígena Cherokee e irlandesa, e sua esposa, Fern. Burt afirma em sua autobiografia que sua família vivia em Lansing quando seu pai foi recrutado pelo Exército dos Estados Unidos, por exemplo, enquanto outros fontes afirmam que ele nasceu em Lansing, no estado do Michigan. A autobiografia de Reynolds (My Life) não faz referência ao seu local de nascimento, embora conte sua infância em Lansing, e não chega a mencionar Waycross. Reynolds, sua mãe e sua irmã juntaram-se ao pai no Forte Leonard Wood, no Missouri, onde viveram por dois anos. Quando o pai de Reynolds foi enviado à Europa, a família retornou a Lansing. Em 1946, Reynolds se mudou para Riviera Beach, cerca de 10 milhas ao norte de West Palm Beach, com seus pais. Seu pai mais tarde se tornou chefe de polícia de Riviera Beach.

Em seu último ano no colegial de Palm Beach, Reynolds foi nomeado melhor jogador de primeiro time do estado, como fullback, e recebeu inúmeras ofertas de bolsas de estudos. Após se formar, Reynolds frequentou a Florida State University por conta de uma bolsa de futebol americano, se tornando um all-star halfback. Reynolds esperava seguir carreira profissional no esporte, mas sofreu uma lesão na primeira temporada, que se agravou após um acidente de carro no mesmo ano. Com o fim de sua carreira no futebol, Reynolds considerou se tornar policial, mas seu pai sugeriu que ele primeiro concluísse a faculdade e depois se tornasse um "parole officer", policial responsável por supervisionar prisioneiros recém-libertados. Para continuar com os estudos, ele começou a tomar aulas na Palm Beach Junior College, próxima ao  Lake Worth, na Florida. Durante seu primeiro termo nessa faculdade, Reynolds frequentou uma matéria ministrada por Watson B. Duncan III, que pressionou Reynolds a tentar um papel para uma peça que estava produzindo, Outward Bound. Ele deu a Reynolds o papel principal, tendo como base suas impressões das leituras que Reynolds fazia de Shakespeare durante as aulas. Ele ganhou o prêmio de arte dramática do estado da Flórida de 1956 por seu desempenho na peça. Reynolds chama Duncan de mentor e o considera a pessoa mais influente em sua vida.

## Carreira como ator
O Prêmio de Drama do Estado da Flórida incluía uma bolsa de estudos para a Hyde Park Playhouse, um teatro que se apresentava no verão no Hyde Park, em Nova York. Reynolds viu a oportunidade como uma alternativa agradável aos trabalhos de verão mais extenuantes, mas ainda não via a atuação como carreira. Enquanto trabalhava no Hyde Park, Reynolds conheceu Joanne Woodward, que o ajudou a encontrar um agente e conseguir um papel em Tea and Sympathy na Neighborhood Playhouse, na cidade de Nova York. Reynolds recebeu revisões favoráveis por seu desempenho, e seguiu em turnê com Tea and Sympathy, dirigindo o ônibus assim como atuando no palco.
Após a turnê, Reynolds retornou a Nova York e se inscreveu para aulas de teatro. Entre seus colegas, estavam Frank Gifford, Carol Lawrence, Red Buttons e Jan Murray. Após uma improvisação mal feita durante as aulas, Reynolds brevemente considerou voltar à Flórida, mas logo conseguiu um papel na peça Mister Roberts, com Charlton Heston como protagonista. Após o fechamento da peça, o diretor, John Forsythe, conseguiu para Reynolds um teste para um filme com Josh Logan. O filme era Sayonara, e foi dito a Reynolds que ele não poderia estar no filme porque se parecia demais com Marlon Brando. Logan aconselhou Reynolds a ir para Hollywood, mas Reynolds não se sentia confiante o suficiente para fazê-lo.
Reynolds trabalhou em empregos peculiares enquanto esperava por uma oportunidade como ator. Ele serviu como garçom, lavou pratos, dirigiu um caminhão de entregas e trabalhou como segurança no Roseland Ballroom. Foi enquanto trabalhava nas docas que Reynolds recebeu a oferta de $ 150 para pular através de uma janela de vidro em um programa de televisão ao vivo.
Ele fez sua estreia na Broadway em Look, We've Come Through. Reynolds estreou primeiramente na televisão com Darren McGavin na série da NBC "Riverboat", de 1959-1961. Em 1960-1961, ele apareceu em dois episódios da série The Blue Angels, sobre pilotos de elite da marinha norte-americana. Nessa mesma época, ele estrelou no drama criminal The Brothers Brannagan, para a tv, no episódio "Bordertown". Reynolds continuou aparecendo em uma série de outros programas, incluindo um papel do ferreiro mestiço de índios Quint Asper em Gunsmoke, da CBS, entre 1962 e 1965. Em 11 de junho de 1959, ele apareceu como Tony Sapio, junto com Ruta Lee como Gloria Fallon, no episódio chamado "The Payoff", no drama criminal da NBC The Lawless Years. Em 1962, Reynolds apareceu como convidado em Perry Mason no "The Case of the Counterfeit Crank" e em 1963 fez uma participação no último episódio da quarta temporada de Além da Imaginação, "The Bard", satirizando Marlon Brando.
Sua estreia no cinema ocorreu em 1961, no filme Angel Baby. Estimulado pelo amigo Clint Eastwood, Reynolds usou sua fama na televisão para assegurar papéis principais em filmes estrangeiros de baixo orçamento. A primeira dessas participações foi no western Navajo Joe, lançado em 1966. Esses papéis estabeleceram Reynolds como um protagonista financiável em filmes, proporcionando-lhe papéis em filmes norte-americanos de grande orçamento. Durante esse período, ele estrelou em dois programas policiais que duraram pouco: Hawk e Dan August. Ele denegriu esses programas, dizendo a Johnny Carson que Dan August tinha "duas formas de expressão: bravo e muito bravo." O trabalho que fez sua carreira deslanchar foi Deliverance, em 1972, que o tornou um astro. Nesse mesmo ano, Reynolds ganhou notoriedade quando posou nu na edição de abril da Cosmopolitan Magazine.
Reynolds afirma que o ofereceram o papel de James Bond pelo produtor Albert R. Broccoli, após Sean Connery haver deixado seus direitos. Reynolds recusou o papel, dizendo: "Um norte-americano não pode interpretar James Bond. Isso simplesmente não pode ser feito." Em 1973, ele lançou o álbum Ask Me What I Am. Ele também cantaria com Dolly Parton em The Best Little Whorehouse in Texas.
Reynolds apareceu na "The American Sportsman" da ABC, cujo anfitrião era o jornalista Grits Gresham, que levava celebridades para viagens de caça, pesca e tiro ao redor do mundo.
Em 15 de março de 1978, Reynolds ganhou uma estrela da Calçada da Fama de Hollywood, e nesse mesmo ano construiu um teatro em Jupiter, no estado da Flórida. Sua fama era tanta que ele não só atraiu grandes nomes para suas produções, como também grande público. Ele vendeu seu ponto no início da década de 1990.
Nos anos 80, após Smokey and the Bandit, ele passou a atuar em papéis similares, em filmes menos bem feitos e menos bem sucedidos. O comediante e ator Robert Wuhl, em uma apresentação no final da década de 1980, disse que "Burt Reynolds faz tantos filmes ruins, que quando alguém mais faz um filme ruim, Burt ganha royalties!"  Em 1987, Reynolds produziu, em conjunto com o amigo Bert Convy, o programa Win, Lose or Draw, no qual chegou a aparecer como jogador em alguns episódios.

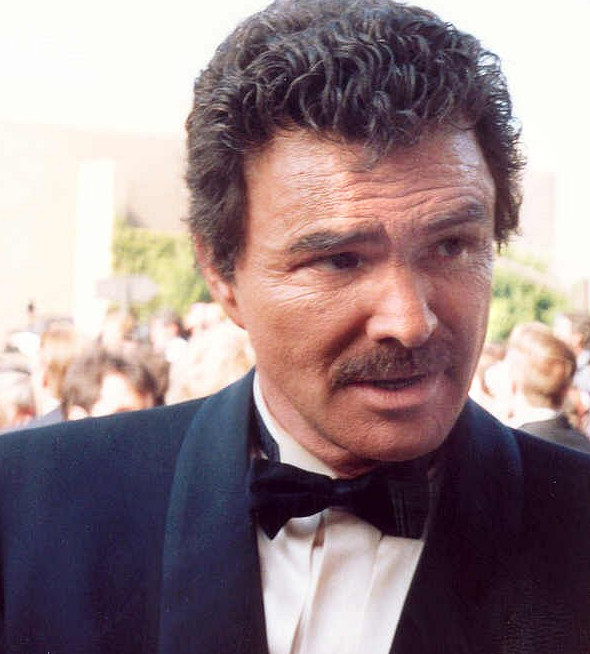
Burt Reynolds no 43rd Annual Emmy Award em 25 de agosto de 1991.

Durante a primeira metade da década de 1990, ele estrelou a série Evening Shade, da CBS, pela qual ganhou um Emmy do Primetime por Protagonista de Série de Comédia (1991).
Apesar de muito sucesso, as finanças de Reynolds não iam bem, em parte devido a um estilo de vida extravagante, um divórcio desastroso de Loni Anderson, e investimentos falidos em cadeias de restaurante da Flórida. Consequentemente, em 1996, Reynolds pediu a falência. Reynolds emergiu dessa situação 2 anos depois.
Reynolds teve seu retorno com o filme Striptease em 1996, e o aclamado Boogie Nights, em 1997, colocou sua carreira de volta nos eixos. Ele foi indicado para um Oscar de melhor ator coadjuvante por seu desempenho em Boogie Nights e ganhou um Golden Globe pelo filme. Foi considerado o principal indicado para o Oscar, mas perdeu para Robin Williams, que o ganhou por seu papel em Good Will Hunting.
No início de 2000, ele criou o Burt Reynolds's One-Man Show, com o qual saiu em turnê. Participou de um episódio do arquivo X chamado improvável, episódio 13 do nono ano. Em 2002, emprestou sua voz ao personagem Avery Carrington no controverso videogame Grand Theft Auto: Vice City.
Em 2005, ele co-estrelou uma reedição do filme The Longest Yard, de 1974, com Adam Sandler atuando no papel de Paul Crewe, que foi interpretado por Reynolds na versão original. Dessa vez, Reynolds ficou com o papel de Nate Scarborough. A ironia em sua participação é que seu papel de 1974 rendeu-lhe uma indicação ao Golden Globe, enquanto que na refilmagem, ele recebeu indicação ao Razzie Award por "pior ator coadjuvante". Ele também apareceu em uma versão para o cinema da série dos anos 80 The Dukes of Hazzard, como Boss Hogg.
Reynolds estrelou na versão em audio book de The Worst-Case Scenario Survival Handbook. Em maio de 2006, ele começou a aparecer nos comerciais de cerveja Miller Lite. Em 2007, no  World Stuntman Awards, ele recebeu o prêmio Taurus Lifetime Achievement Award. Enquanto entregava o prêmio, Arnold Schwarzenegger se referiu a ele como o melhor entre os melhores.

## Vida pessoal

### Relacionamentos
Em vários momentos de sua vida, Reynolds esteve romanticamente envolvido com Tammy Wynette, Lucie Arnaz, Adrienne Barbeau, Susan Clark, Sally Field, Lorna Luft, Tawny Little, Pam Seals, Dinah Shore e Christine Evert.  Seu relacionamento com Shore recebeu atenção em particular, já que ela era 20 anos mais velha do que ele. Reynolds foi casado com a atriz/comediante Judy Carne de 1963 a 1965, e com a atriz Loni Anderson de 1988 a 1993, com quem adotou o filho Quinton Anderson Reynolds (nascido em 31 de agosto de 1988). Segundo a emissora E! Online, ele namorou Kate Edelman Johnson de 2003 a 2005.

### Proprietário de time esportivo
Em 1982, Reynolds se tornou co-proprietário do Tampa Bay Bandits, um time profissional de futebol americano da USFL, cujo apelido foi inspirado pelo então recente filme Smokey and the Bandit. Reynolds também foi co-proprietário de um time NASCAR Winston Cup com Hal Needham, que corria com o carro #33, com Harry Gant como motorista.

### Problemas financeiros
Reynolds está na lista californiana de pagadores de impostos delinquentes, com uma dívida pessoal de US$ 225 008,64 em taxas. Um penhor relacionado foi feito em 22 de fevereiro de 1996, que foi inteiramente pago desde então.
Em 2014 Burt Reynolds viu-se obrigado a promover um leilão com objetos pessoais para pagar a hipoteca da sua casa na Florida. Entre os objetos leiloados estão os dois Globos de Ouro que recebeu, além de um casaco que usou no filme O Comboio dos Malucos, de 1980, ou umas botas de cowboy que usou em Striptease, em 1996.
O Bank of America moveu um processo contra o ator alegando que desde 2010 este não tem cumprido com os pagamentos da hipoteca da casa, que está avaliada em 884 mil euros. Mas este é apenas um de três empréstimos contraídos por Reynolds para a sua propriedade.
Desde 2014, o ator tem tentado vender a mansão, mas sem sucesso, apesar de ter chegado a reduzir o valor de 11 milhões de euros para 3,6 milhões. Com o leilão, o ator espera poder saldar as dívidas que contraiu junto do banco. As dívidas do veterano artista estão relacionadas com negócios falhados em que se envolveu, como equipas de futebol americano ou cadeias de restaurantes.

## Morte
O ator morreu na manhã do dia 6 de setembro de 2018, vítima de um ataque cardíaco. O ator vinha sofrendo com problemas de saúde desde 2010. Ele morreu em um hospital em Júpiter, na Flórida.

## Filmografia
| Ano  | Trabalho                                                                | Personagem                            | Notas                                    |
| ---- | ----------------------------------------------------------------------- | ------------------------------------- | ---------------------------------------- |
| 1961 | Angel Baby                                                              | Hoke Adams                            | Estreia no cinema                        |
| 1961 | Armored Command                                                         | Skee                                  |                                          |
| 1965 | Operation C.I.A.                                                        | Mark Andrews                          |                                          |
| 1966 | Navajo Joe                                                              | Joe                                   |                                          |
| 1969 | 100 Rifles                                                              | Yaqui Joe Herrera                     |                                          |
| 1969 | Sam Whiskey                                                             | Sam Whiskey                           |                                          |
| 1969 | Impasse                                                                 | Pat Morrison                          |                                          |
| 1969 | Shark!                                                                  | Caine                                 |                                          |
| 1970 | Skullduggery                                                            | Douglas Temple                        |                                          |
| 1972 | Deliverance                                                             | Lewis Medlock                         |                                          |
| 1972 | Fuzz                                                                    | Det. Steve Carella                    |                                          |
| 1972 | Everything You Always Wanted to Know About Sex (But Were Afraid to Ask) | Operador do painel de controle        | Participação breve                       |
| 1973 | Shamus                                                                  | Shamus McCoy                          |                                          |
| 1973 | White Lightning                                                         | Gator McKlusky                        |                                          |
| 1973 | The Man Who Loved Cat Dancing                                           | Jay Grobart                           |                                          |
| 1974 | The Longest Yard                                                        | Paul Crewe                            |                                          |
| 1975 | At Long Last Love                                                       | Michael Oliver Pritchard III          |                                          |
| 1975 | W.W. and the Dixie Dancekings                                           | W.W. Bright                           |                                          |
| 1975 | Lucky Lady                                                              | Walker Ellis                          |                                          |
| 1975 | Hustle                                                                  | Tenente Phil Gaines                   | também produtor executivo                |
| 1976 | Silent Movie                                                            | ele mesmo                             | Participação breve                       |
| 1976 | Gator                                                                   | Gator McKlusky                        | também como diretor                      |
| 1976 | Nickelodeon                                                             | Buck Greenway                         |                                          |
| 1977 | Smokey and the Bandit                                                   | Bo 'Bandit' Darville                  |                                          |
| 1977 | Semi-Tough                                                              | Billy Clyde Puckett                   |                                          |
| 1978 | The End                                                                 | Wendell Sonny Lawson                  | também como diretor                      |
| 1978 | Hooper                                                                  | Sonny Hooper                          | também como produtor                     |
| 1979 | Starting Over                                                           | Phil Potter                           |                                          |
| 1980 | Rough Cut                                                               | Jack Rhodes                           |                                          |
| 1980 | Smokey and the Bandit II                                                | Bo 'Bandit' Darville                  |                                          |
| 1981 | The Cannonball Run                                                      | J.J. McClure                          |                                          |
| 1981 | Paternity                                                               | Buddy Evans                           |                                          |
| 1981 | Sharky's Machine                                                        | Sgt. Tom Sharky                       | também como diretor                      |
| 1982 | The Best Little Whorehouse in Texas                                     | Xerife Ed Earl Dodd                   |                                          |
| 1982 | Best Friends                                                            | Richard Babson                        |                                          |
| 1983 | Stroker Ace                                                             | Stroker Ace                           |                                          |
| 1983 | Smokey and the Bandit Part 3                                            | The Real Bandit/ Bo 'Bandit' Darville | Participação breve                       |
| 1983 | The Man Who Loved Women                                                 | David Fowler                          |                                          |
| 1984 | Cannonball Run II                                                       | J.J. McClure                          |                                          |
| 1984 | City Heat                                                               | Mike Murphy                           |                                          |
| 1985 | Southern Voices, American Dreams                                        | ele próprio                           | documentário                             |
| 1985 | Stick                                                                   | Ernest 'Stick' Stickley               | também como diretor                      |
| 1986 | Uphill All the Way                                                      | ele próprio                           | participação breve                       |
| 1986 | Sherman's March                                                         | ele próprio                           | documentário                             |
| 1986 | Heat                                                                    | Mex                                   |                                          |
| 1987 | Malone                                                                  | Richard Malone                        |                                          |
| 1988 | Rent-A-Cop                                                              | Tony Church                           |                                          |
| 1988 | Switching Channels                                                      | John L. Sullivan IV                   |                                          |
| 1989 | Physical Evidence                                                       | Joe Paris                             |                                          |
| 1989 | Breaking In                                                             | Ernie Mullins                         |                                          |
| 1989 | All Dogs Go to Heaven                                                   | Charlie B. Barkin                     | voz e vocal                              |
| 1990 | Modern Love                                                             | Coronel Frank Parker                  |                                          |
| 1992 | The Player                                                              | ele próprio                           | participação breve                       |
| 1993 | Cop and a Half                                                          | Nick McKenna                          |                                          |
| 1994 | A Century of Cinema                                                     | ele próprio                           | documentário                             |
| 1995 | The Maddening                                                           | Roy Scudder                           |                                          |
| 1996 | Frankenstein and Me                                                     | Les Williams                          |                                          |
| 1996 | Citizen Ruth                                                            | Blaine Gibbons                        |                                          |
| 1996 | Striptease                                                              | Congressista David Dilbeck            |                                          |
| 1996 | Mad Dog Time                                                            | 'Wacky' Jacky Jackson                 |                                          |
| 1997 | Meet Wally Sparks                                                       | Lenny Spencer                         |                                          |
| 1997 | Bean                                                                    | General Newton                        |                                          |
| 1997 | Boogie Nights                                                           | Jack Horner                           |                                          |
| 1997 | Raven                                                                   | Jerome 'Raven' Katz                   |                                          |
| 1998 | Crazy Six                                                               | Dakota                                |                                          |
| 1998 | Hard Time                                                               | Det. Logan McQueen                    |                                          |
| 1998 | An All Dogs Christmas Carol                                             | Charlie B. Barkin                     | voz; diretor de vídeo                    |
| 1999 | Waterproof                                                              | Eli Zeal                              |                                          |
| 1999 | The Hunter's Moon                                                       | Clayton Samuels                       |                                          |
| 1999 | Pups                                                                    | Daniel Bender                         |                                          |
| 1999 | Big City Blues                                                          | Connor                                | co-produtor                              |
| 1999 | Stringer                                                                | Wolko                                 |                                          |
| 1999 | Mystery, Alaska                                                         | Judge Walter Burns                    |                                          |
| 2000 | The Crew                                                                | Joey 'Bats' Pistella                  |                                          |
| 2000 | The Last Producer                                                       | Sonny Wexler                          | também como diretor                      |
| 2001 | Driven                                                                  | Carl Henry                            |                                          |
| 2001 | Tempted                                                                 | Charlie LeBlanc                       |                                          |
| 2001 | Hotel                                                                   | Flamenco Manager                      |                                          |
| 2001 | The Hollywood Sign                                                      | Kage Mulligan                         |                                          |
| 2001 | Auf Herz und Nieren                                                     | Banko                                 | Filme alemão                             |
| 2002 | Snapshots                                                               | Larry Goldberg                        |                                          |
| 2002 | Time of the Wolf                                                        | Archie McGregor                       |                                          |
| 2002 | Grand Theft Auto: Vice City                                             | Avery Carrington                      | voz do vídeo game                        |
| 2003 | Hard Ground                                                             | John 'Chill' McKay                    | filme para televisão do Hallmark Channel |
| 2003 | The Librarians                                                          | Irlandês                              |                                          |
| 2003 | 4th and Life                                                            | Narrador                              | documentário                             |
| 2003 | Gumball 3000: The Movie                                                 | ele próprio                           | voz                                      |
| 2004 | Without a Paddle                                                        | Del Knox                              |                                          |
| 2005 | The Longest Yard                                                        | Treinador Nate Scarborough            |                                          |
| 2005 | The Dukes of Hazzard                                                    | Jefferson Davis 'Boss' Hogg           |                                          |
| 2005 | Legend of Frosty the Snowman                                            | Narrador                              | voz                                      |
| 2006 | Cloud 9                                                                 | Billy Cole                            |                                          |
| 2006 | End Game                                                                | General Montgomery                    |                                          |
| 2006 | Forget About It                                                         | Sam LeFleur                           |                                          |
| 2006 | Grilled                                                                 | Goldbluth                             |                                          |
| 2006 | Broken Bridges                                                          | Jake Delton                           |                                          |
| 2007 | Randy and the Mob                                                       | Elmore Culpepper                      |                                          |
| 2007 | In the Name of the King: A Dungeon Siege Tale                           | Rei Konreid                           |                                          |
| 2008 | Deal                                                                    | Tommy Vinson                          |                                          |
| 2008 | Delgo                                                                   | Pai de Delgo                          | voz                                      |
| 2009 | A Bunch of Amateurs                                                     | Jefferson Steel                       |                                          |
| 2009 | Not Another Not Another Movie                                           | C.J. Waters                           |                                          |
| 2009 | A Fonder Heart                                                          | Craig Thomas                          |                                          |
| 2009 | Catch .44                                                               | Mel                                   |                                          |

## Prêmios e indicações
Óscar
- 1998 - Indicado na categoria Óscar de Melhor Ator (coadjuvante/secundário), por Boogie Nights

BAFTA
- 1998 - Indicado melhor ator coadjuvante, por "Boogie Nights"

Emmy do Primetime
- 1992 - Indicado melhor ator em séries de comédia, por Evening Shade
- 1991 - Melhor ator em séries de comédia, por "Evening Shade"

Globo de Ouro
- 1998 - Melhor Ator (coadjuvante/secundário) em cinema, por "Boogie Nights"
- 1993 - Indicado na categoria Melhor Ator (série cómica ou musical) em televisão, por "Evening Shade"
- 1992 - Melhor Melhor Ator (série cómica ou musical) em televisão, por "Evening Shade"
- 1991 - Indicado melhor ator da TV em musical/comédia, por "Evening Shade"
- 1980 - Indicado melhor ator de filme de cinema em musical/comédia, por  Starting Over
- 1975 - Indicado melhor ator de filme de cinema em musical/comédia, por The Longest Yard
- 1971 - Indicado melhor ator da TV em drama, por "Dan August"

Satellite Awards
- 1998 - Melhor Ator (coadjuvante/secundário) de filme de cinema, por "Boogie Nights"

Framboesa de Ouro
- 2006 - Indicado pior ator (coadjuvante/secundário), por "The Dukes of Hazzard"
- 2006 - Indicado pior ator (coadjuvante/secundário), por "The Longest Yard"
- 2002 - Indicado pior ator (coadjuvante/secundário), por "Driven"
- 2002 - Indicado pior dupla (ao lado de Sylvester Stallone), por "Driven"
- 1997 - Pior dupla (ao lado de Demi Moore), por "Striptease"
- 1997 - Indicado pior ator (coadjuvante/secundário), por "Striptease"
- 1994 - Pior ator, por "Cop and ½"
- 1989 - Indicado pior ator, por "Rent-a-Cop"
- 1989 - Indicado pior ator, por "Switching Channels"
- 1985 - Indicado pior ator, por "Cannonball Run II"
- 1985 - Indicado pior ator, por "City Heat"